# جيمس وود (سياسي)
جيمس وود (بالإنجليزية: James Wood)‏ هو ضابط وسياسي أمريكي، ولد في 4 أبريل 1820، وتوفي في 25 فبراير 1892. حزبياً، نشط في الحزب الجمهوري. وقد انتخب عضو مجلس ولاية نيويورك.